# Саяго
Сайяго (исп. Sayago (Zamora))  — район (комарка) в Испании, входит в провинцию Самора в составе автономного сообщества Кастилия и Леон.

## Муниципалитеты
1. Абелон
2. Альфарас
3. Альмейда
4. Арсильо
5. Арганьин
6. Бадилья
7. Бермильо-де-Сайяго
8. Карбельино
9. Сибаналь
10. Фариса
11. Фермоселье
12. Формарис-де-Сайяго
13. Фреснадильо
14. Гамонес
15. Ла-Сернесина
16. Малильос
17. Мамолес
18. Мораль-де-Сайяго
19. Моралеха-де-Сайяго
20. Моралина
21. Муга-де-Сайяго
22. Паласуэло
23. Пеньяусенде
24. Переруэла
25. Роэлос
26. Сальсе
27. Сого
28. Тамаме
29. Торрегамонес
30. Тудера
31. Вильядепера
32. Вильяр-дель-Буэй
33. Вильярдьегва-де-ла-Рибера
34. Виньуэла-де-Сайяго